# 福島県道391号広野小高線
福島県道391号広野小高線（ふくしまけんどう391ごう ひろのおだかせん）は、福島県双葉郡広野町から南相馬市小高区に至る一般県道である。

## 概要
双葉郡広野町の国道6号交点から浜通りの太平洋岸に沿って北上し、南相馬市小高区に接続する約58kmの長距離路線で、国道6号にほぼ並行する経路をとる。福島県の主要地方道を除いた一般県道の路線延長別では最長である。

### 路線データ
- 起点：（現道）双葉郡広野町折木字大平（国道6号 折木交差点）・（北迫工区新道）双葉郡広野町上浅見川字桜田（国道6号 桜田交差点）
- 終点：南相馬市小高区塚原（福島県道260号北泉小高線交点）
- 総延長：58.004km（未成区間含む。）[1]
  - 重用延長：9.584km[1]
  - 未供用延長：0.508km[1]
  - 実延長：47.912km[1]
    - 未改良区間：5.595km[1]
    - 未舗装区間：0.373km[1]
- 路線認定年月日：1996年3月31日[2]

## 路線状況
他路線との重複や突然に方向転換する箇所を多く持ち、またダート（未舗装）や不通箇所、幅員狭小区間、急坂、急カーブ、道筋が極端なほど分かり難い交差点なども随所に見られる。これらに加え、本線から分岐した支線、極端に違う道路規格が連続している場所なども存在する。当県道の沿線には多数の行き先表示板が設けられている。しかしそれらのほとんどは自動車走行の際には見逃し易いほど小さく、重複や接続する他の県道名しか書かれていない場合もある。当県道は、一部に隣接する国道よりも走りやすい改良区間を持ちながら、全体に見れば細い生活道路をつなぎ合わせたものにとどまっている。2011年3月11日に発生した東日本大震災に伴う津波により壊滅した区間もあり、大幅な路線の付替えが行われている箇所も存在する。

### 重用区間
- 福島県道356号広野停車場線（新道起点 桜田交差点～広野町上浅見川字桜田）
- 福島県道244号小塙上郡山線（楢葉町波倉字細谷～富岡町上郡山字開名古）
- 国道6号（富岡町上郡山字開名古～富岡町下郡山字原下）
- 福島県道251号小良ヶ浜野上線（富岡町小良ヶ浜字赤坂～大熊町熊川字久麻川）
- 福島県道252号夫沢大野停車場線（大熊町熊川字久麻川～大熊町夫沢字長者原）
- 福島県道254号長塚請戸浪江線（浪江町両竹字本町～浪江町棚塩字町田）
- 福島県道255号幾世橋小高線（南相馬市小高区浦尻字北原～南相馬市小高区浦尻字中林崎）
- 福島県道255号幾世橋小高線（南相馬市小高区女場字山田～小高区女場字沼田）

### 新道・バイパス
北迫工区
- 起点：広野町上浅見川 国道6号桜田交差点
- 終点：広野町下北迫
- 全長：3.4 km

2011年3月11日に発生した東日本大震災に伴う津波によって、当地を流れる浅見川と北迫川の周辺一帯が壊滅し、道路改良工事の最中であった当路線も被災した。県により被災した下浅見川、下北迫両地区の復興計画と合わせて道路建設計画の修正が行われ、当地区と国道6号や北側の下北迫の既存集落の高台地区への連絡のために線形変更の上で建設が進められた。2014年度に起点の国道6号交点からJR常磐線までの桜田交差点改良事業区間0.1kmが、2015年度に終点側の下北迫工区1.6kmが開通した。残る下浅見川工区の1.7kmについては堤防整備が行われる浅見川と北迫川を超えるために大規模な盛土構造で建設されることにより、被災区域の浸水被害軽減が図られることから現地再建が可能となり、広野町による復興ゾーンとしての土地利用計画が可能になった。2016年12月7日に当区間が開通し、工区全体3.4kmが全線開通した。
天神工区
- 起点：双葉郡楢葉町大字山田浜
- 終点：同郡同町大字北田
- 全長：2,720 m

天神工区の全線（延長2.7 km）が井出・波倉工区の一部（延長1.7 km）と共に2020年（令和2年）3月8日に開通。
井出工区
- 起点：楢葉町山田浜字坂下
- 終点：楢葉町波倉字細谷
- 延長：3,000 m

天神工区の全線（延長2.7 km）と共に井出・波倉工区の一部（延長1.7 km）が2020年（令和2年）3月8日に開通。井出工区の起点側一部（延長580 m）が2021年（令和3年）3月19日に開通、残る中間部延長1.0 kmについては波倉工区残部と共に2022年（令和4年）12月3日に開通し全線開通。
波倉工区
- 起点：楢葉町大字井出
- 終点：楢葉町大字波倉
- 延長：2,265 m

井出・波倉工区の一部（延長1.7 km）天神工区と共に2020年（令和2年）3月8日に開通。終点側延長1.7 kmが井出工区残部と共に2022年（令和4年）12月3日に開通し全線開通。
毛萱工区
- 起点：楢葉町波倉字細谷
- 終点：富岡町毛萱字前川原
- 延長：3.2 km

2023年（令和5年）2月26日に開通。旧道は2025年3月28日に区域指定が解除された
浪江・小高工区
- 起点：双葉郡浪江町棚塩
- 終点：南相馬市原町区小浜
- 延長：12.5 km

中間の延長1.7 kmは現道を利用する。起点側の棚塩工区延長2.7 kmのうち起点側1.7 kmが2022年（令和4年）3月28日に開通し棚塩工区が全線開通。終点側の小高工区延長2.3 kmのうち終点側1.3 kmが2022年（令和4年）11月29日に開通し小高工区が全線開通。

### 道路施設
下北迫跨線橋
- 全長：43.9m
- 幅員：6.5(10.75)m
- 形式：PC単純ポステンバルブT桁橋
- 施工：東日本旅客鉄道
- 竣工：2015年度

広野町下北迫にてJR常磐線を渡る。下北迫地区の改良工事の一環として電源立地促進事業により建設された。総工費は4億9900万円。橋上は上下対向2車線で供用されており、片側に幅員2.5mの歩道が設置されている。
岩沢川橋
- 全長：185.0m
  - 主径間：45.75m
- 幅員：6.5（15.0）m
- 形式：4径間鋼連続箱桁橋
- 竣工：2000年度

広野町下北迫字岩沢から楢葉町山田岡字美シ森に跨り、二級水系岩沢川を渡る。Jヴィレッジのすぐ左隣に位置しており、緩いS字カーブを描いている。橋上は上下対向2車線で供用され、上下線両側に幅員3.5mの歩道が設置されている。総工費は10億2千万円
子安橋
- 全長：84.1m
  - 主径間：49.9m
- 幅員：6.5（15.0）m
- 形式：2径間PC連続箱桁橋
- 竣工：2005年度
- 施工：ピーシー橋梁・常磐興産ピーシー共同企業体

富岡町仏浜字釜田から小浜に至り、二級水系富岡川の河口部を渡る。橋上は上下対向2車線で供用されており、両側に幅員3.5mの歩道が設置されている。浜街道バイパス工事に伴い電源立地促進事業として建設された。総事業費は9億6千万円。
海渡橋
- 全長：24.5m
- 幅員：6.5（11.5）m
- 形式：PC単純プレテンT桁橋
- 竣工：2007年
- 施工：常磐興産ピーシー

大熊町小入野字東平に位置し、二級水系小入野川を渡る。橋上は上下対向2車線で供用され、上り線側に幅員3.5mの歩道が設置されている。浜街道バイパス工事建設の為、電源立地促進事業として建設された。総工費は1億1100万円。
夫沢橋
喰津沢橋
- 全長：36.6m
- 幅員：6.5（12.0）m
- 形式：PC単純ポステンT桁橋
- 竣工：1998年度

大熊町夫沢字東台から字北台に跨り、二級水系夫沢川を渡る。橋桁は5分割された工場製作のブロックで構成されており、架設桁工法とトラッククレーン工法を併用することで工期短縮とおよそ800万円円の公費圧縮が図られた。総工費は1億4270万円。橋北詰の丁字路は直進方向が大熊町道、左折方向が当県道となるが、再び夫沢川を渡る橋は現在架けられておらず、当県道はここで分断されている状態である。
浜野橋
- 全長：64.8m
  - 主径間：30.9m
- 幅員：6.5（12.0）m
- 形式：2径間PC連結ポステンバルブT桁橋
- 竣工：2005年度
- 施工：オリエンタル建設

双葉町両竹字増田から浪江町両竹字森合に至り、二級水系前田川を渡る。橋上は上下対向2車線で供用され、上り線側に幅員3.5mの歩道が設置されていた。浜街道バイパス工事に伴い電源立地促進事業として旧道である中浜橋の上流側に建設された。総事業費は3億3500万円。2011年3月11日に発生した東日本大震災の津波により被災し、2017年4月24日には桁の破損により通行止めとなった（4月28日より大型車を除き再開通）。また、橋梁北側の当路線は東日本大震災の教訓を後世に残す国営追悼記念施設の予定地であり、線形の変更も考えられること、国営施設と県営復興祈念公園を結び、橋桁が流出し周囲の路盤も破壊された旧道の中浜橋跡など下流部の被災地を望む場として当橋梁が位置付けられていることから2019年4月2日より架け替えの為通行止めとなっている。なおこれにより双葉町北東部の避難指示解除準備区域に至る県道が途絶えることから、う回路となる町道宮ノ脇森合線、久保前中浜線の一部が当県道に編入された。
西迫橋
- 全長：39.9m
  - 主径間：19.3m
- 幅員：5.0m
- 形式：2径間単純PCプレテン中空床版橋
- 竣工：1997年度

南相馬市小高区井田川にて二級水系宮田川を渡る。

## 地理

### 通過する自治体
- 福島県
  - 双葉郡広野町 - 楢葉町 - 富岡町 - 大熊町 - 双葉町 - 浪江町 - 南相馬市小高区

### 交差する道路
- 広野町
  - 国道6号・福島県道246号折木筒木原久之浜線（折木字大平 起点・折木交差点）
  - 国道6号・福島県道249号上戸渡広野線（上浅見川字桜田 新道起点・桜田交差点）
  - 福島県道356号広野停車場線 JR広野駅方面（上浅見川字桜田 新道区間）
  - 福島県道393号上北迫下北迫線（下北迫字二ツ沼）
- 楢葉町
  - 福島県道391号広野小高線 別線（井出字本釜）
  - 福島県道244号小塙上郡山線（前原字作助 支線部）
  - 福島県道244号小塙上郡山線 JR木戸駅方面（波倉字細谷）
- 富岡町
  - 国道6号いわき市方面・福島県道243号小浜上郡山線（上郡山字開名古）
  - 国道6号相馬市方面（下郡山字原下）
  - 福島県道251号小良ヶ浜野上線 富岡町方面（小良ヶ浜字赤坂）
- 大熊町
  - 福島県道251号小良ヶ浜野上線 大熊町方面（熊川字久麻川）
  - 福島県道252号夫沢大野停車場線 JR大野駅方面（夫沢字長者原）
- 浪江町
  - 福島県道254号長塚請戸浪江線 双葉町方面（両竹字本町）
  - 福島県道254号長塚請戸浪江線 浪江町終点方面（棚塩字町田）
- 南相馬市
  - 福島県道255号幾世橋小高線小高区方面（小高区浦尻字北原）
  - 福島県道391号広野小高線 別線（小高区浦尻字北原）
  - 福島県道255号幾世橋小高線 浪江町方面（小高区浦尻字中林崎）
  - 福島県道255号幾世橋小高線 浪江町方面（小高区女場字山田）
  - 福島県道255号幾世橋小高線 小高区方面（小高区女場字沼田）
  - 福島県道260号北泉小高線・福島県道391号広野小高線別線（小高区塚原字浜田）

### 沿線
- 広野海浜公園
- 二ツ沼総合公園
- Jヴィレッジ
- JR東日本常磐線 Jヴィレッジ駅
- JERA広野火力発電所
- 岩沢海水浴場
- 天神岬スポーツ公園
- 東京電力福島第二原子力発電所
- 東京電力福島第一原子力発電所
- 双葉海水浴場
- 村上海浜公園